# Bailundo
Bailundo (fins 1975 Vila Teixeira da Silva) és un municipi de la província de Huambo. Té una extensió de 7.065 km² i 282.150 habitants segons el cens de 2014. Comprèn les comunes de Bailundo, Lunge, Luvemba, Bimbe i Hengue. Limita al nord amb els municipis de Waku-Kungo i Andulo, a l'est amb els municipis de Mungo, Cunhinga i Chinguar, al sud amb els municipis de Catchiungo, Tchicala Tcholohanga i Huambo, i a l'oest amb els municipis d'Ekunha, Londuimbale i Cassongue.

## História
A la regió de Bailundo se li va donar el nom del primer sobirà (katiavala) que, vingut del Nord (Kwanza-Sud), va fundar i governrt durant molts anys en el que va ser el més gran, més poderós i influent regne de la part central d'Angola. L' embala (Casa Gran), seu del Soma Inene (monarca) es va situar a Halavala (Muntanya), a la localitat avui anomenada Bailundo.
El Regne de Bailundo va ser atacat successivament per les tropes portugueses durant la segle xix, on els suzerans van resistir l'enfrontaments militar fins a l'any 1896, quan el jove capità Justino Teixeira da Silva transferit des de Bié, on també fou responsabilitzat de la mort prematura del capitão-mor Silva Porto, finalment derrotar el rei Numa II que acabava de succeir Ekwikwi II.
La vila va ser denominada Teixeira da Silva el 16 de juny de 1902 assolí la categoria de municipi. Després de la Guerra de la Independència d'Angola el 1975 va prendre el nom de Bailundo. Durant part de la Guerra Civil angolesa hi va estar instal·lada la caserna general del cap d'UNITA Jonas Savimbi.
El 19 de gener de 2008 un Beechcraft B200 Super King Air de Gira Globo Aeronáutica aproximant-se a l'aeroport de Huambo es va estavellar en una muntanya vora Bailundo, i hi moriren les 13 persones que hi anaven a bord.
E rei de Bailundo, Ekuikui IV, va morir el 13 de gener de 2012. Fu succeït pel rei Ekuikui V Armindo Francisco Kalupeteka.